# Sciences indiennes
L'histoire des sciences indiennes s'étend de la civilisation de la vallée de l'Indus (-3300 à -1500) jusqu'à l'Inde moderne. Elle se déroule presque conjointement à la chronologie des sciences chinoises.

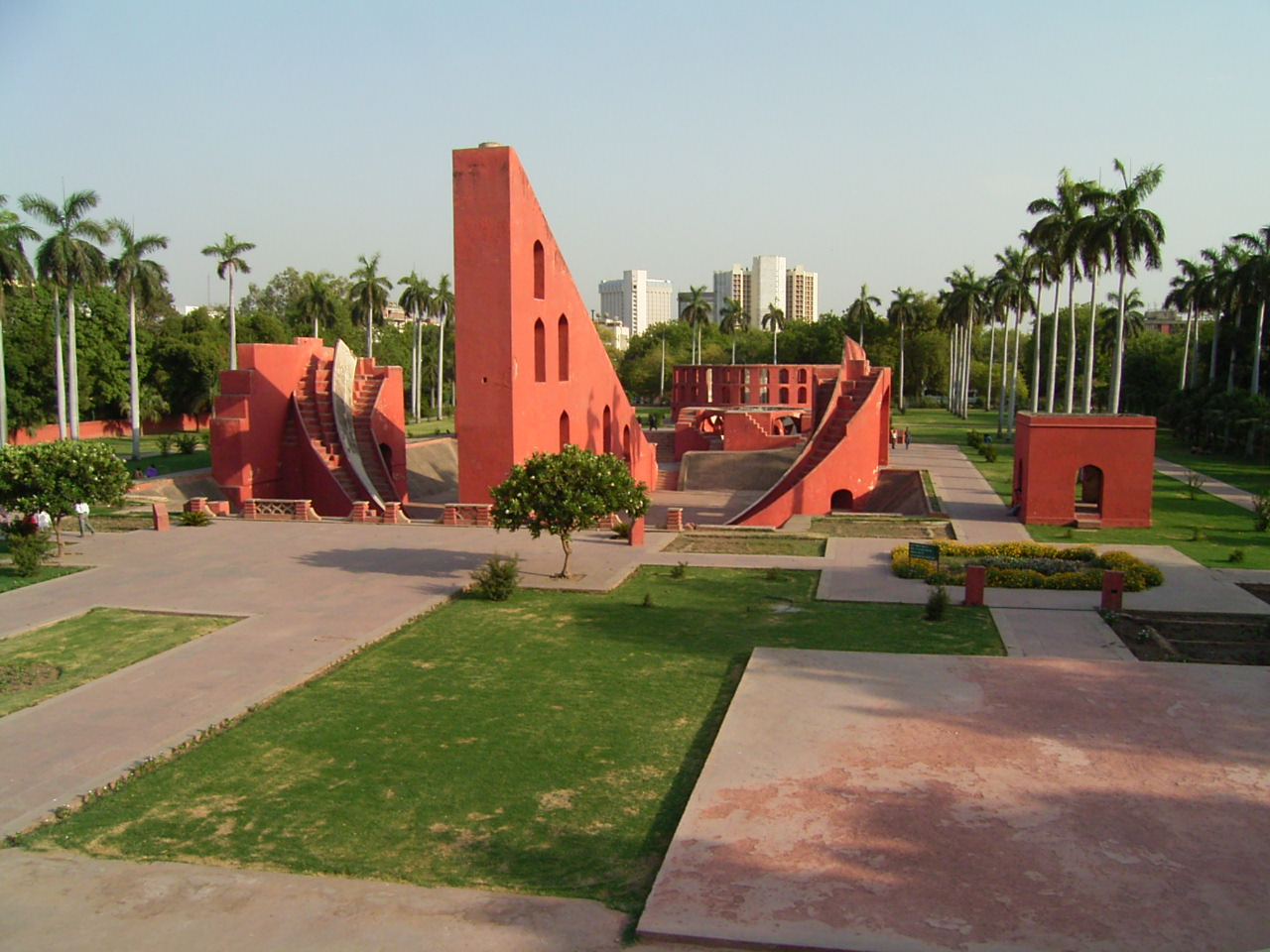
Le Jantar Mantar de Delhi, un observatoire astronomique construit au début du XVIIIe siècle.

## Préhistoire

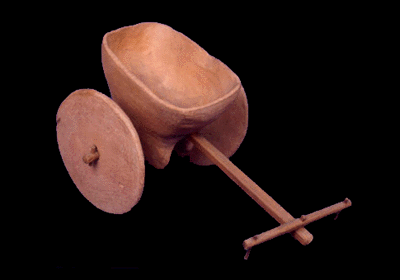
Modèle d'un chariot à traction humaine, Civilisation de l'Indus (3300–1300 avant notre ère). Conservé au Musée national (New Delhi).

Vers 5500 avant notre ère sont apparus plusieurs sites comparables à celui de Mehrgarh, formant la base des cultures chalcolithiques plus récentes. Les habitants de ces sites étaient en relations commerciales avec le Proche-Orient et l'Asie centrale.
La civilisation de l'Indus leur a succédé vers 4500 avant notre ère. Celle-ci a bénéficié de progrès techniques qui ont permis l'essor d'implantations organisées bénéficiant de systèmes de drainage et d'évacuation des eaux usées. La civilisation de l'Indus a développé des réseaux d'irrigation perfectionnés et des systèmes de stockage de l'eau comme les réservoirs artificiels de Girnar, qui remontent à 3000 avant notre ère, et un premier système de canaux d'irrigation datant d'environ 2600 avant notre ère. Le coton est cultivé dans la région depuis le 5e ou 4e millénaire avant notre ère. Certaines espèces de canne à sucre sont probablement originaires de l'Inde, comme S. barberi, la plupart provenant d'Asie du Sud-Est.

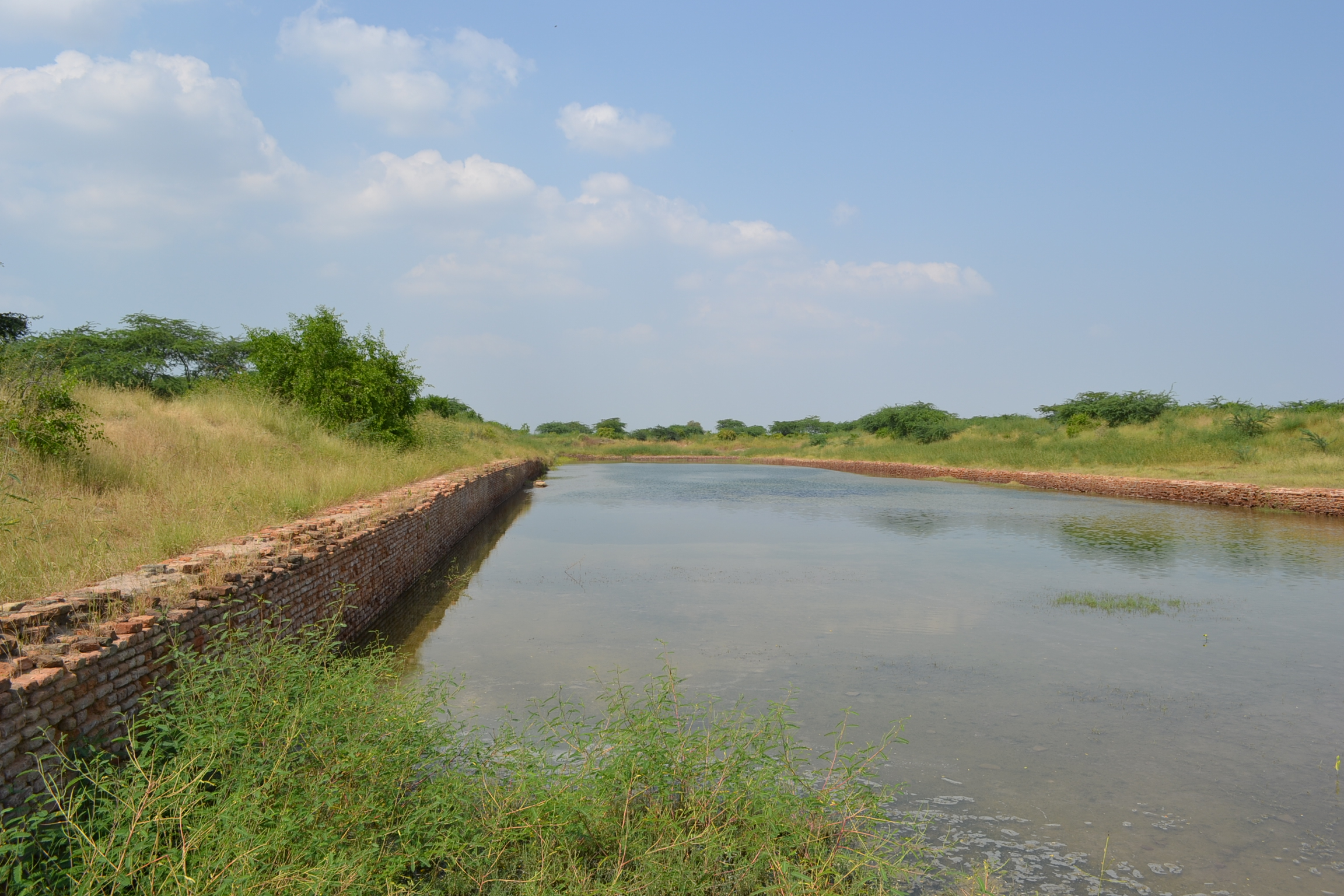
La darse de Lothal (2400 avant notre ère).

Les fouilles des sites de la vallée de l'Indus ont révélé que leurs habitants avaient créé un ensemble de poids et mesures standardisés. Cette standardisation leur a permis d'utiliser des dispositifs de jaugeage pour le calcul des angles et des autres mesures pour la construction. Certains appareils de mesure étaient étalonnés, avec parfois de multiples subdivisions. Une des plus anciennes darses connues (2400 avant notre ère) se trouve à Lothal, à l'écart du courant principal de la Sabarmati pour éviter l'envasement. Les océanographes modernes ont remarqué que la civilisation de l'Indus devait avoir des connaissances sur les marées, ainsi qu'en hydrographie et en ingénierie maritime, pour avoir construit une telle darse sur le cours changeant de la Sabarmati.
Des fouilles à Balakot (en) (vers 2500–1900 avant notre ère), dans l'actuel Pakistan, ont mis en évidence un four primitif. Celui-ci était probablement utilisé pour fabriquer des objets en céramique. Le site archéologique de Kalibangan a aussi révélé des foyers en forme de pots, au-dessus ou en dessous du niveau du sol.
Joseph E. Schwartzberg (en), professeur émérite à l'Université du Minnesota, s'appuyant sur des preuves archéologiques et textuelles, situe les origines de la cartographie indienne (en) durant la civilisation de l'Indus. L'usage de plans d'architecture à grande échelle, les illustrations cosmologiques et le matériel cartographique sont avérés en Inde depuis l'époque védique (2e-3e millénaire avant notre ère). Les conditions climatiques sont évidemment responsables de la destruction de la plupart des traces, mais un certain nombre d'instruments d'arpentage et de cannes de mesure ont apporté des preuves convaincantes d'une activité cartographique ancienne. Schwartzberg, parlant des cartes encore existantes, va jusqu'à affirmer : « Bien qu'ils ne soient pas nombreux, un certain nombre de graffitis ressemblant à des cartes figurent parmi les milliers de peintures des grottes de l'âge de pierre indien ; et au moins un diagramme mésolithique complexe est considéré comme une représentation du cosmos. »

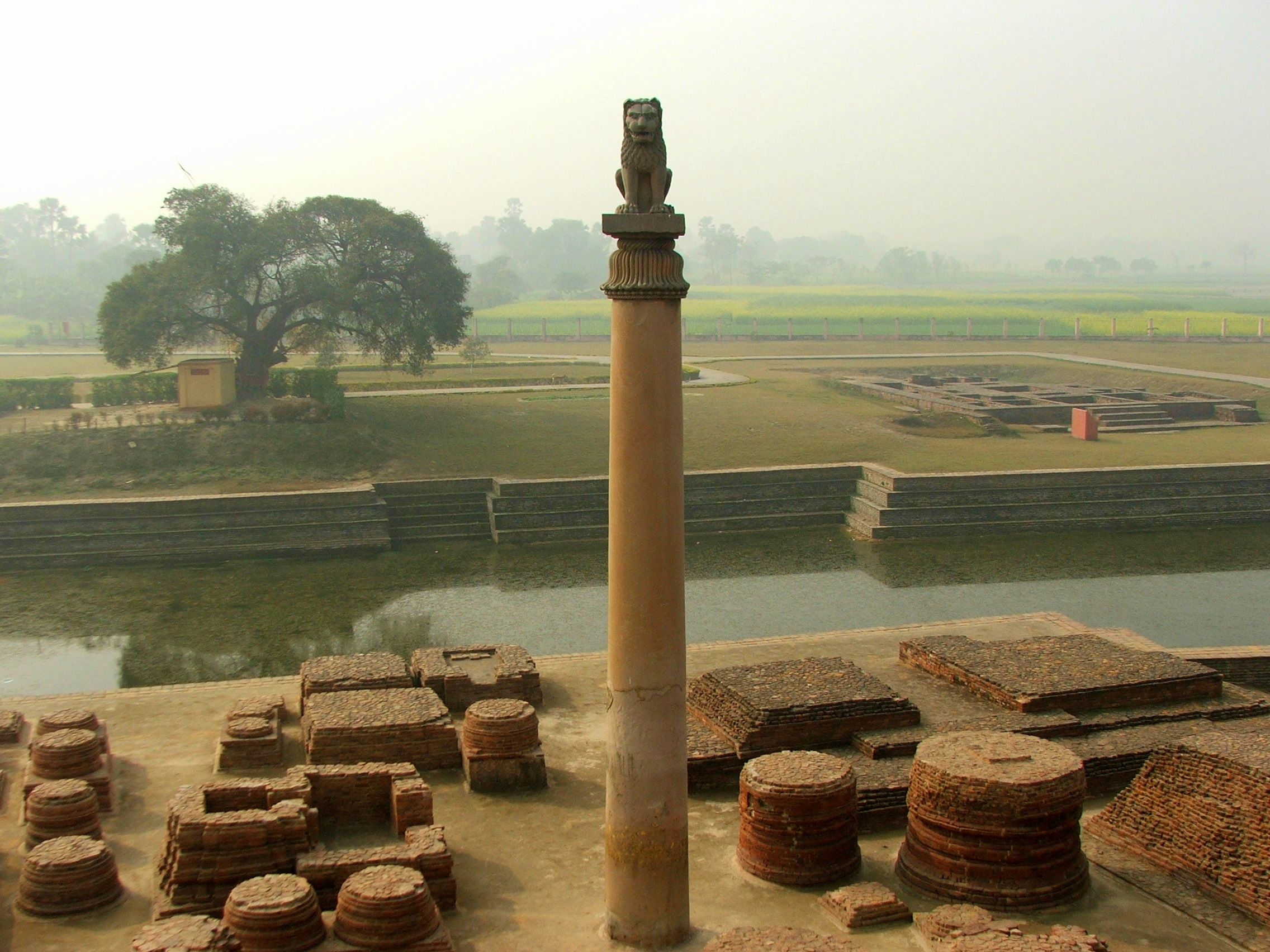
Le pilier d'Ashoka à Vaishali. Un des Édits d'Ashoka (272—231 avant notre ère) proclame : Le roi Piyadasi (Ashoka) a élevé partout deux types d'hôpitaux, des hôpitaux pour les hommes et des hôpitaux pour les animaux. Là où il n'y avait pas d'herbes médicinales pour les animaux et les hommes, il a ordonné qu'elles soient apportées et plantées.

Une trace archéologique d'une charrue tirée par un animal remonte à 2500 ans avant notre ère dans la civilisation de l'Indus. La plus ancienne épée de cuivre découverte dans ces sites remonte à 2300 avant notre ère. Des épées ont été retrouvées lors de fouilles dans la région du Gange, de Jaunpur et du Doab, parfois en bronze, mais plus souvent en cuivre.

## Mathématiques
L'humanité est redevable aux Indiens des chiffres (arabo)-indiens, dont le zéro, et de l'écriture décimale positionnelle, autant d'innovations aujourd'hui universellement adoptées. Les principaux mathématiciens Indiens furent Âryabhata qui calcula les quatre premières décimales de Pi, et Brahmagupta qui travailla sur les séries de nombres et la définition du zéro. Ils développèrent une série de mots pour exprimer les très grands nombres, jusqu'à 10¹². Ils maîtrisèrent les nombres irrationnels et les racines carrés de 2 et 3 avec plusieurs décimales. Ils découvrirent également ce que l'on appelle le théorème de Pythagore.

## Médecine indienne
En médecine, ils découvrirent que certaines maladies étaient dues à des changements dans l'environnement (changement de saisons, mauvaise hygiène, etc.), mais ils ne cherchèrent pas à classifier les maladies. Le traité fondamental de la médecine hindoue est l'Ayurveda. Ce dernier expliquait que les maladies sont dues à un déséquilibre et qu'ainsi pour guérir un malade il faut remplacer les éléments nuisibles par ceux qui sont harmonieux. Certains remèdes prennent dès lors la réputation de panacée, ce qui fait révèle une compréhension systémique du corps humain. Des explications sur diverses opérations chirurgicales sont également présentes.

### Plantes médicinales
L'histoire de l'usage thérapeutique du cannabis est difficile à retracer, notamment parce que les législations régulant sa production, sa distribution, sa possession et sa consommation sont relativement récentes, et la distinction entre usage médical et usage récréatif l'est encore plus. On trouve notamment mention du cannabis dans plusieurs textes anciens chinois et indiens, notamment dans le Shen nung pen Ts'ao king, le plus vieux recueil traitant de plantes médicinales, attribué à l'empereur Shennong. Le cannabis y est prescrit pour traiter vomissements, maladies infectieuses parasitaires et hémorragies.
Au XVIe siècle en Inde, Bhavamishra décrit dans ses traités médicaux les propriétés et les préparations à base d'opium et de cannabis.
La redécouverte par l'Occident des vertus thérapeutiques du cannabis est généralement attribuée à Sir William Brooke O'Shaughnessy, qui en 1831 publie dans la revue médicale britannique The Lancet sa méthode d'injection intraveineuse d'électrolytes en solution pour soigner le choléra. Sa découverte lui vaut un poste en Inde, où il étudie les différentes plantes médicinales traditionnelles, dont l'opium. À partir de la fin des années 1830, il expérimente avec différentes concoctions à base de chanvre et ses effets sur des patients souffrant notamment de rhumatismes, hydrophobie, choléra ou tétanos. Il publie ses expériences et conclusions lors de son retour en Angleterre en 1841, où il rapporte des spécimens de chanvre et de strychnos nux-vomica à l'intention des Jardins botaniques royaux de Kew.
La quinine est un composant aromatique de l'eau tonique. Suivant la tradition, le goût aigre de la quinine utilisée contre le paludisme incita les coloniaux britanniques en Inde à la mélanger avec du gin, créant ainsi le cocktail gin tonique.

### Cultures
La morphine produite pour l'industrie pharmaceutique provient toujours en partie des Indes où il existe des cultures licites destinées à cet usage, même si les opiacés pharmaceutiques (morphine, codéine, thébaïne) destinée à la consommation française sont principalement produits à partir de la paille de pavots cultivés légalement sous licence en France, sans passer par l'opium.